# Veronika Kudermétova
Veronika Eduárdovna Kudermétova (en ruso: Верони́ка Эдуа́рдовна Кудерме́това; Kazán, 24 de abril de 1997) es una jugadora de tenis rusa.
Especialista tanto en individuales como en dobles, fue finalista en Wimbledon 2021 en pareja con Elena Vesnina. En individuales ganó su primer torneo del WTA Tour en el Abierto de Charleston de 2021, y su primer título de dobles de la WTA en el Abierto de Wuhan de 2019, junto con Duan Yingying. Hizo su debut en el cuadro principal del WTA Tour en individuales en el Torneo de Stuttgart de 2018 y en dobles en el Torneo de Moscú 2014, junto con Evgeniya Rodina.
Jugando para el equipo de la Copa Federación de Rusia, Kudermetova tiene un récord de victorias y derrotas de 3-4.

## Torneos de Grand Slam

### Dobles

#### Títulos (1)
| Año  | Torneo    | Pareja        | Oponentes en la final         | Resultado     |
| 2025 | Wimbledon | Elise Mertens | Jeļena Ostapenko Su-Wei Hsieh | 3-6, 6-2, 6-4 |

#### Finalista (1)
| Año  | Torneo    | Pareja        | Oponentes en la final      | Resultado     |
| 2021 | Wimbledon | Elena Vesnina | Su-Wei Hsieh Elise Mertens | 6-3, 5-7, 7-9 |

## Títulos WTA (11; 2+9)

### Individual (2)
| Leyenda                                |
| -------------------------------------- |
| Grand Slam (0)                         |
| Juegos Olímpicos (0)                   |
| WTA Finals (0)                         |
| P. Mandatory & Premier 5, WTA 1000 (0) |
| Premier, WTA 500 (2)                   |
| International, WTA 250 (0)             |

| N.º | Fecha                | Torneos    | Superficie    | Oponente en la final | Resultado |
| --- | -------------------- | ---------- | ------------- | -------------------- | --------- |
| 1.  | 11 de abril de 2021  | Charleston | Tierra batida | Danka Kovinić        | 6-4, 6-2  |
| 2.  | 1 de octubre de 2023 | Tokio      | Dura          | Jessica Pegula       | 7-5, 6-1  |

#### Finalista (5)
| N.º | Fecha                 | Torneos          | Superficie    | Oponente en la final  | Resultado        |
| --- | --------------------- | ---------------- | ------------- | --------------------- | ---------------- |
| 1.  | 13 de enero de 2021   | Abu Dabi         | Dura          | Aryna Sabalenka       | 2-6, 2-6         |
| 2.  | 9 de enero de 2022    | Melbourne I      | Dura          | Simona Halep          | 2-6, 3-6         |
| 3.  | 19 de febrero de 2022 | Dubái            | Dura          | Jeļena Ostapenko      | 0-6, 4-6         |
| 4.  | 24 de abril de 2022   | Estambul         | Tierra batida | Anastasia Potapova    | 3-6, 1-6         |
| 5.  | 18 de junio de 2023   | 's-Hertogenbosch | Hierba        | Ekaterina Alexandrova | 6-4, 4-6, 6-7(3) |

### Dobles (9)
| Leyenda                                |
| -------------------------------------- |
| Grand Slam (1)                         |
| Juegos Olímpicos (0)                   |
| WTA Finals (1)                         |
| WTA Elite Trophy (1)                   |
| P. Mandatory & Premier 5, WTA 1000 (3) |
| Premier, WTA 500 (2)                   |
| International, WTA 250 (1)             |

| N.º | Fecha                    | Torneos          | Superficie        | Pareja                   | Oponentes en la final                 | Resultado           |
| --- | ------------------------ | ---------------- | ----------------- | ------------------------ | ------------------------------------- | ------------------- |
| 1.  | 28 de septiembre de 2019 | Wuhan            | Dura              | Yingying Duan            | Elise Mertens Aryna Sabalenka         | 7-6(3), 6-2         |
| 2.  | 25 de abril de 2021      | Estambul         | Tierra batida     | Elise Mertens            | Nao Hibino Makoto Ninomiya            | 6-1, 6-1            |
| 3.  | 19 de febrero de 2022    | Dubái            | Dura              | Elise Mertens            | Lyudmyla Kichenok Jeļena Ostapenko    | 6-1, 6-3            |
| 4.  | 15 de mayo de 2022       | Roma             | Tierra batida     | Anastasia Pavlyuchenkova | Gabriela Dabrowski Giuliana Olmos     | 1-6, 6-4, [10-7]    |
| 5.  | 7 de noviembre de 2022   | WTA Finals       | Dura (i)          | Elise Mertens            | Barbora Krejčíková Kateřina Siniaková | 6-2, 4-6, [11-9]    |
| 6.  | 25 de febrero de 2023    | Dubái            | Dura              | Liudmila Samsónova       | Hao-Ching Chan Yung-Jan Chan          | 6-4, 6-7(4), [10-1] |
| 7.  | 29 de octubre de 2023    | WTA Elite Trophy | Dura              | Beatriz Haddad Maia      | Miyu Kato Aldila Sutjiadi             | 6-3, 6-3            |
| 8.  | 21 de abril de 2024      | Stuttgart        | Tierra batida (i) | Chan Hao-ching           | Ulrikke Eikeri Ingrid Neel            | 4-6, 6-3, [10-2]    |
| 9.  | 13 de julio de 2025      | Wimbledon        | Hierba            | Elise Mertens            | Jeļena Ostapenko Su-Wei Hsieh         | 3-6, 6-2, 6-4       |

#### Finalista (12)
| N.º | Fecha                 | Torneos          | Superficie    | Pareja            | Oponentes en la final               | Resultado             |
| --- | --------------------- | ---------------- | ------------- | ----------------- | ----------------------------------- | --------------------- |
| 1.  | 7 de abril de 2019    | Charleston       | Tierra batida | Irina Khromacheva | Anna-Lena Grönefeld Alicja Rosolska | 6-7(7), 2-6           |
| 2.  | 14 de abril de 2019   | Lugano           | Tierra batida | Galina Voskoboeva | Sorana Cîrstea Andreea Mitu         | 6-1, 2-6, [8-10]      |
| 3.  | 10 de julio de 2021   | Wimbledon        | Hierba        | Elena Vesnina     | Su-Wei Hsieh Elise Mertens          | 6-3, 5-7, 7-9         |
| 4.  | 16 de octubre de 2021 | Indian Wells     | Dura          | Elena Rybakina    | Su-Wei Hsieh Elise Mertens          | 6-7(1), 3-6           |
| 5.  | 25 de febrero de 2022 | Doha             | Dura          | Elise Mertens     | Cori Gauff Jessica Pegula           | 6-3, 5-7, [5-10]      |
| 6.  | 3 de abril de 2022    | Miami            | Dura          | Elise Mertens     | Laura Siegemund Vera Zvonareva      | 6-7(3), 5-7           |
| 7.  | 11 de junio de 2022   | 's-Hertogenbosch | Hierba        | Elise Mertens     | Ellen Perez Tamara Zidanšek         | 3-6, 7-5, [10-12]     |
| 8.  | 23 de junio de 2024   | Berlín           | Hierba        | Chan Hao-ching    | Wang Xinyu Zheng Saisai             | 2-6, 5-7              |
| 9.  | 29 de junio de 2024   | Bad Homburg      | Hierba        | Chan Hao-ching    | Nicole Melichar Ellen Perez         | 6-4, 3-6, [8-10]      |
| 10. | 6 de octubre de 2024  | Pekín            | Dura          | Chan Hao-ching    | Sara Errani Jasmine Paolini         | 4-6, 4-6              |
| 11. | 4 de mayo de 2025     | Madrid           | Tierra batida | Elise Mertens     | Sorana Cîrstea Anna Kalinskaya      | 7-6(10), 2-6, [10-12] |
| 12. | 18 de mayo de 2025    | Roma             | Tierra batida | Elise Mertens     | Sara Errani Jasmine Paolini         | 4-6, 5-7              |

## Títulos WTA125s

### Individual (1)
| N.º | Fecha               | Torneo      | Superficie | Oponente       | Resultado |
| --- | ------------------- | ----------- | ---------- | -------------- | --------- |
| 1.  | 17 de marzo de 2019 | Guadalajara | Dura       | Marie Bouzková | 6-2, 6-0  |

### Dobles (2)
| N.º | Fecha                   | Torneos | Superficie | Pareja            | Oponentes                       | Resultado           |
| --- | ----------------------- | ------- | ---------- | ----------------- | ------------------------------- | ------------------- |
| 1.  | 14 de noviembre de 2016 | Taipéi  | Dura (i)   | Natela Dzalamidze | Kai-Chen Chang Chia-Jung Chuang | 4-6, 6-3, [10-5]    |
| 2.  | 19 de noviembre de 2017 | Taipéi  | Dura (i)   | Aryna Sabalenka   | Monique Adamczak Naomi Broady   | 2-6, 7-6(2), [10-6] |